# Dear John Letter
Dear John Letter ist eine Post-Rock-Band aus Augsburg. Der Name der Gruppe stammt von dem im angloamerikanischen Sprachraum verbreiteten Begriff Dear John letter für den Abschiedsbrief einer Lebensabschnittspartnerin, der das Ende der Beziehung bedeutet.

## Geschichte
Im Jahr 2005 trafen sich die Mitglieder von Dear John Letter, die sich teilweise bereits aus anderen Formationen kannten, in einem Augsburger Proberaum. Schon bald veröffentlichten sie erste Aufnahmen in dem Musikportal von MySpace, und bereits 2007 erschien der erste Tonträger EP2007.
Aus einigen zu diesem Zeitpunkt noch unfertigen Liedskizzen, bspw. Aventiure | Pearly Gates, wurde im folgenden Jahr das Debütalbum Between Leaves | Forestal zusammengestellt.
Anhand der Verbreitung von Dear John Letter lässt sich der Einfluss sozialer Netzwerke und Weblogs auf den Bekanntheitsgrad lokaler Musikgruppen nachvollziehen: Waren sie zunächst nur im Raum Augsburg aktiv, so fand die EP EP2007 recht schnell deutschlandweiten Anklang, zum einen bedingt durch die Möglichkeit, über das Internet alle Lieder vorab kostenlos zu hören, zum anderen auch aufgrund des Artworks, durch das die Gruppe sich auch oberflächlich von ähnlichen Interpreten unterschied und das auch in den meisten Onlinerezensionen als Teil des „Gesamtkunstwerks“ Dear John Letter betrachtet wird.
Mit dem Titel „Newcomer des Monats Mai 2008“ des Musikmagazins Visions erlangte die Band erstmals auch außerhalb des Internets Bekanntheit bei einem größeren Publikum.
Alle Tonträger wurden von der Band zunächst vollständig selbst produziert und vertrieben. Auch das aufwändige Artwork wird selbst gestaltet; so ist das Cover des Debütalbums Between Leaves | Forestal zum Beispiel aus schwarzer Pappe zusammengenäht worden, während jenes der EP EP2007 aus zerschnittenen Buchseiten besteht.
Am 9. Oktober 2008 gaben Dear John Letter in einer E-Mail an Käufer ihrer Tonträger ihre Zusammenarbeit mit dem Independent-Label Labelship bekannt. Dies ermöglicht der Band laut eigener Aussage erstmals die Veröffentlichung von Vinylschallplatten. Das Album Between Leaves | Forestal ist bereits als Schallplatte erhältlich.
Seit dem 12. Mai 2010 wird das zweite Album Part & Fragment auf Konzerten verkauft. Seit dem 15. Oktober 2010 wird es via Labelship weltweit vertrieben.

## Stil
Als musikalische Vorbilder nennt das Quintett unter anderem Oceansize, Mogwai und Sigur Rós. Die Lieder sind postrocktypisch zwischen 3 und 13 Minuten lang, allerdings ist der Gesang von Martin Fischer hier ein zentraler Bestandteil der Musik, die in Verbindung mit den hypnotischen Klangstrukturen und den meist nachdenklichen Texten der Gruppe eine melancholische Stimmung erzeugen:

„Finally time erases time, and all I can do is hide.“

Mit dem zweiten Album Part & Fragment begannen Dear John Letter, sich von dem bloßen Post-Rock früherer Jahre abzuwenden, und nahmen weitere Einflüsse, etwa Led Zeppelin, in ihre Musik auf.

## Diskografie
- 2007: EP2007 (EP)
- 2008: Between Leaves | Forestal (CD/LP)
- 2010: Part & Fragment (CD)